# Sengoku Otome – Momoiro Paradox
Sengoku Otome – Momoiro Paradox (jap. 戦国乙女～桃色パラドックス～) ist eine Anime-Fernsehserie aus dem Jahr 2011. Sie basiert auf dem Pachinko-Spiel Sengoku Otome, das von Heiwa entwickelt wurde. Produziert wurde die Serie von TMS Entertainment unter der Regie von Hideki Okamoto und handelt von dem Mädchen Hideyoshi, das es unwillentlich aus der Gegenwart in die Vergangenheit, in die Sengoku-Zeit, verschlägt.

## Handlung
Die sehr bequeme Schülerin Yoshino Hide (日出 佳乃, Hide Yoshino), genannt Hideyoshi (ヒデヨシ), wurde von ihrer Lehrerin abermals dabei erwischt, zu spät zu kommen und ihre Schulpflichten zu vernachlässigen. In einem Gespräch wird sie dazu verdonnert, einen Aufsatz über die Sengoku-Zeit und den Aufstieg des Feldherrn Oda Nobunaga zu schreiben. Hideyoshi kann sich überhaupt nicht dafür begeistern und ist auf dem Rückweg von der Schule gerade im Gedanken dabei, wie sie ihre Zeit „sinnvoller“ verbringen könnte. Dabei hört sie jedoch ein merkwürdiges Geräusch von einer Tempelanlage auf ihrem Weg. Diesem folgend und Almosen hinterlassend, wird sie jedoch Zeuge eines Zaubers, den sie mit Interesse verfolgt. Aus Neugier in den Raum fallend, aus dem ein seltsames Licht dringt, wird sie unbeabsichtigt von der Beschwörerin in eine andere Welt geschickt, die dem Japan der Sengoku-Zeit ähnelt, wenn auch einem ausschließlich von Frauen bevölkerten.
Dort findet sie sich inmitten eines Schlachtgetümmels wieder und wird schnell von Mitsuhide Akechi (明智 ミツヒデ, Akechi Mitsuhide) aufgespürt und der Spionage verdächtigt. Zu Hideyoshis Glück greift Nobunaga Oda (織田 ノブナガ, Oda Nobunaga) in das Geschehen ein und kann im Alleingang die Gegner vernichtend schlagen. Im Gegensatz zu Mitsuhide ist Nobunaga ihr aber wohlgesinnt und bietet ihr an, sie zum Palast zu begleiten.
Nach und nach muss Hideyoshi feststellen, dass sie wirklich in einer anderen Welt gelandet ist, in die sie nicht so recht passt. Nobunaga findet jedoch schnell Gefallen an ihr, da sie einen so ungewöhnlichen Eindruck macht. Ähnlich ergeht es Mitsuhide, die als engste Untergebene von Nobunaga überhaupt nicht verstehen kann, was Nobunaga dazu führt, Hideyoshi so sehr in Schutz zu nehmen. So begleitet Hideyoshi Nobunaga bei ihrem Versuch, alle Teile einer legendären Rüstung zu finden, die – einem Glauben gemäß – als vollständiges Set in der Lage sein soll, ganz Japan unter ihrer Herrschaft zu vereinen, und unterstützt sie mit ihren ausgefallenen Ideen.
Im Hintergrund versucht die zurückhaltend bis schüchtern scheinende, jedoch manipulative Ieyasu Tokugawa (徳川 イエヤス, Tokugawa Ieyasu) ebenfalls in Besitz der vollständigen Rüstung zu gelangen.

## Entstehung und Veröffentlichungen
Die Anime-Fernsehserie Sengoku Otome – Momoiro Paradox entstand im Jahr 2011 unter der Regie von Hideki Okamoto, der unter anderem auch für das Storyboard verantwortlich war, während Takao Machida das Drehbuch schrieb. Das Design der Charaktere wurde von Shirogumi aus der ursprünglichen Spielereihe übernommen und von Koji Yamakawa für Animationen angepasst. Die künstlerische Leitung übernahm Nobuto Sakamoto von Bic Studio. Die Animation leiteten Kenji Fujisaki und Koji Yamakawa.
Die Erstausstrahlung der Serie lief vom 5. April bis 28. Juni 2011 nachts (und damit am vorherigen Fernsehtag) auf TV Tokyo. In den darauf folgenden Tagen begannen ebenfalls die Sender TV Hokkaido, TV Setouchi, TVQ Kyushu, TV Aichi, AT-X und TV Ōsaka mit der Übertragung. Als Simulcast mit englischen Untertiteln wurde die Serie zeitnah ebenfalls auf Crunchyroll unter dem Titel Battle Girls: Time Paradox angeboten.

### Synchronisation
| Rolle                    | Japanischer Sprecher (Seiyū) |
| ------------------------ | ---------------------------- |
| Hideno „Hideyoshi“ Yoshi | Rina Hidaka                  |
| Nobunaga Oda             | Megumi Toyoguchi             |
| Mitsuhide Akechi         | Eri Kitamura                 |
| Masamune Date            | Yuka Hirata                  |
| Kenshin Uesugi           | Mariya Ise                   |
| Yoshimoto Imagawa        | Rei Mochizuki                |
| Ieyasu Tokugawa          | Satomi Akesaka               |
| Shingen Takeda           | Sachi Kokuryu                |
| Shiro                    | Nozomu Sasaki                |

### Musik
Für die Hintergrundmusik des Animes war Eishi Segawa verantwortlich. Die im Vor- und Abspann verwendeten Musikstücke waren Kagerou (陽炎-kagerou-) und Atsuki Ya no Gotoku (熱き矢の如く), die beide von Tenkatori-tai (天下取り隊, etwa: „‚Herrschaft über das ganze Land‘-Trupp“), d. h. den Sprechern der Figuren Ieyasu, Kenshin, Shingen und Yoshimoto, interpretiert wurden.